# Steve Garvey
Pour les articles homonymes, voir Garvey.
Ne doit pas être confondu avec Steve Harvey.
Steven Patrick Garvey (né le 22 décembre 1948 à Tampa, Floride, États-Unis) est un joueur de baseball ayant joué dans les Ligues majeures de 1969 à 1987 à la position de premier but pour les Dodgers de Los Angeles et les Padres de San Diego. Garvey est aussi un homme politique républicain, candidat à l'élection de 2024 pour le poste de sénateur de l'État de Californie.
Dix fois sélectionné pour le match des étoiles et gagnant de quatre Gants dorés, Steve Garvey a été voté joueur par excellence de la Ligue nationale de baseball en 1974, choisi joueur par excellence des Séries de championnat de la Nationale à deux reprises et nommé meilleur joueur du match des étoiles en deux occasions. Il a fait partie de l'équipe des Dodgers championne de la Série mondiale 1981.

## Carrière sportive

### Dodgers de Los Angeles
Choix de première ronde des Dodgers de Los Angeles en 1968, Steve Garvey est le treizième athlète sélectionné au total lors de cette séance de repêchage. Il fait ses débuts dans les majeures dès l'année suivante, disputant son premier match avec les Dodgers le 1er septembre 1969. Amené comme frappeur suppléant face à Denny Lemaster (en), lanceur des Astros de Houston, il réussit le 10 septembre 1969 le premier de ses 2 599 coups sûrs dans le baseball majeur. Il frappe le premier coup de circuit de sa carrière le 21 juillet 1970 au Dodger Stadium, aux dépens de la recrue Carl Morton des Expos de Montréal.
Au départ joueur de troisième but, il est éventuellement muté au premier coussin et devient joueur régulier des Dodgers à cette position en 1973. Il entreprend l'année suivante une série de brillantes saisons. En 1974, il est élu joueur par excellence de la saison dans la Ligue nationale de baseball grâce à une première saison de 200 coups sûrs, une moyenne au bâton de ,312, 21 coups de circuit et 111 points produits. À la mi-saison, il reçoit la première de dix invitations, dont huit consécutives, au match des étoiles. Avec un simple, un double, un point produit et un point marqué, il est élu joueur par excellence du match des étoiles 1974, disputé le 23 juillet au Three Rivers Stadium de Pittsburgh. Il remporte également le Gant doré comme meilleur joueur de premier but défensif de la Ligue nationale, un honneur qu'il reçoit chaque année de 1974 à 1977. Participant aux séries éliminatoires pour la première fois, il produit cinq points et frappe pour ,389 en Série de championnat contre les Pirates. En Série mondiale 1974, il frappe huit coups sûrs en 21 pour une moyenne de ,381, mais les Dodgers s'inclinent en cinq parties devant les Athletics d'Oakland.
De 1974 à 1980, Garvey frappe au moins 200 coups sûrs à chaque année, sauf en 1977 où il termine la saison avec 192. Il est le meneur de la Nationale à ce chapitre en 1978 avec 202 et en 1980 avec 200. Il connaît quatre saisons de suite de plus de 100 points produits, séquence amorcée par un record personnel de 115 au cours de la saison 1977. De 1973 à 1980, soit durant huit saisons, sa moyenne au bâton est toujours supérieure à ,300.
En 1978, il est à nouveau élu meilleur joueur du match des étoiles alors qu'il frappe un simple de deux points et réussit un triple dans la victoire des étoiles de la Nationale, 7-3 sur celles de l'Américaine, au Stade de San Diego. Après la saison 2010, il est l'un des quatre athlètes à avoir été nommé deux fois meilleur joueur du match des étoiles, les autres étant Willie Mays, Gary Carter et Cal Ripken fils.
Joueur brillant en séries d'après-saison, il atteint trois fois la Série mondiale au cours de son long passage chez les Dodgers. En 1978, il est élu joueur par excellence de la Série de championnat de la Ligue nationale avec un nouveau record de quatre coups de circuit pour cette ronde éliminatoire (par la suite égalé en 1987 par Jeffrey Leonard de San Francisco), mais Los Angeles s'incline en finale face aux Yankees de New York. En 1981, il produit quatre points en cinq parties contre Houston en Série de division, aide son club à éliminer Montréal en finale de la Ligue nationale et cogne 10 coups sûrs en 24 pour une moyenne de ,417 en Série mondiale, où les Dodgers prennent leur revanche sur les Yankees, décrochant le titre de champions du baseball en six parties.

### Padres de San Diego
Devenu joueur autonome après la saison 1982, Steve Garvey signe un contrat de 6 millions de dollars pour 5 ans avec les Padres de San Diego le 21 décembre de la même année. À son arrivée au camp d'entraînmement des Padres, les 4 chemises envoyées au nouveau joueur par le manufacturier comportent une erreur de fabrication : les lettres « A » et « R » sont en effet inversées, épelant ainsi le mot « gravey », qui en argot américain peut décrire une somme d'argent jugée indécente. Le 29 juillet 1983, il dispute une 1207e partie consécutive, ce qui complète l'actuelle séquence record de la Ligue nationale. Après la saison 2010, cette série de matchs consécutifs est la quatrième plus longue de l'histoire des majeures, les trois joueurs le devançant à ce chapitre (Cal Ripken, Lou Gehrig et Everett Scott (en)) ayant tous évolué en Ligue américaine.
En 1984, Garvey retourne au match d'étoiles après deux ans d'absence. Il ajoute cette année-là ainsi que la saison suivante ses 9e et 10e présence à la classique annuelle de mi-saison. Il aide en 1984 les Padres à conquérir le titre de champions de la division Ouest et s'illustre à nouveau en séries : avec une moyenne au bâton de ,400 et sept points produits, il est de nouveau élu joueur par excellence de la Série de championnat. Il devient le premier athlète à recevoir deux fois cet honneur dans sa carrière, et le premier à le faire avec deux clubs différents. Les Padres participent à la Série mondiale pour la première fois en seize ans d'histoire, mais Garvey offre sa performance la moins remarquable dans une série d'après-saison. Il ne frappe que quatre coups sûrs en 20 apparitions au bâton, pour une moyenne de ,200. San Diego s'incline en cinq parties contre les champions de la Ligue américaine, les Tigers de Detroit.
La saison 1986, où il produit 81 points en 155 parties à l'âge de 37 ans, est sa dernière complète dans les majeures. Il met fin à sa carrière après une année 1987 où il n'apparaît que dans 27 rencontres.

## Carrière politique
Garvey est candidat à l'élection de 2024 pour le poste de sénateur de l'État de Californie. Il est membre du Parti républicain et, en janvier 2024, certains sondages le placent en position pour arriver parmi les deux premiers candidats de la primaire (ce qui lui permettrait d'être sélectionné pour l'élection de novembre). 
Pendant la campagne, Garvey bénéficie de l'aide financière, à hauteur d'environ 11 millions de dollars, de son adversaire démocrate Adam Schiff et de ses alliés. La primaire de Californie est une primaire trans-partisane où les deux premiers candidats sont sélectionnés pour participer à l'élection de novembre. En soutenant le candidat républicain, Schiff cherche à éviter de se retrouver face à une adversaire démocrate (en l'occurrence Katie Porter) en novembre et compte sur le fait que l'électorat de l'État soit très largement démocrate pour l'emporter face au candidat républicain,.
En mars 2024, Garvey se qualifie pour l'élection sénatoriale de novembre. Il obtient 31,5 % des voix contre 31,6 % à son adversaire pour le second tour, Adam Schiff,. Il perd largement l'élection générale contre son rival démocrate.

## Palmarès

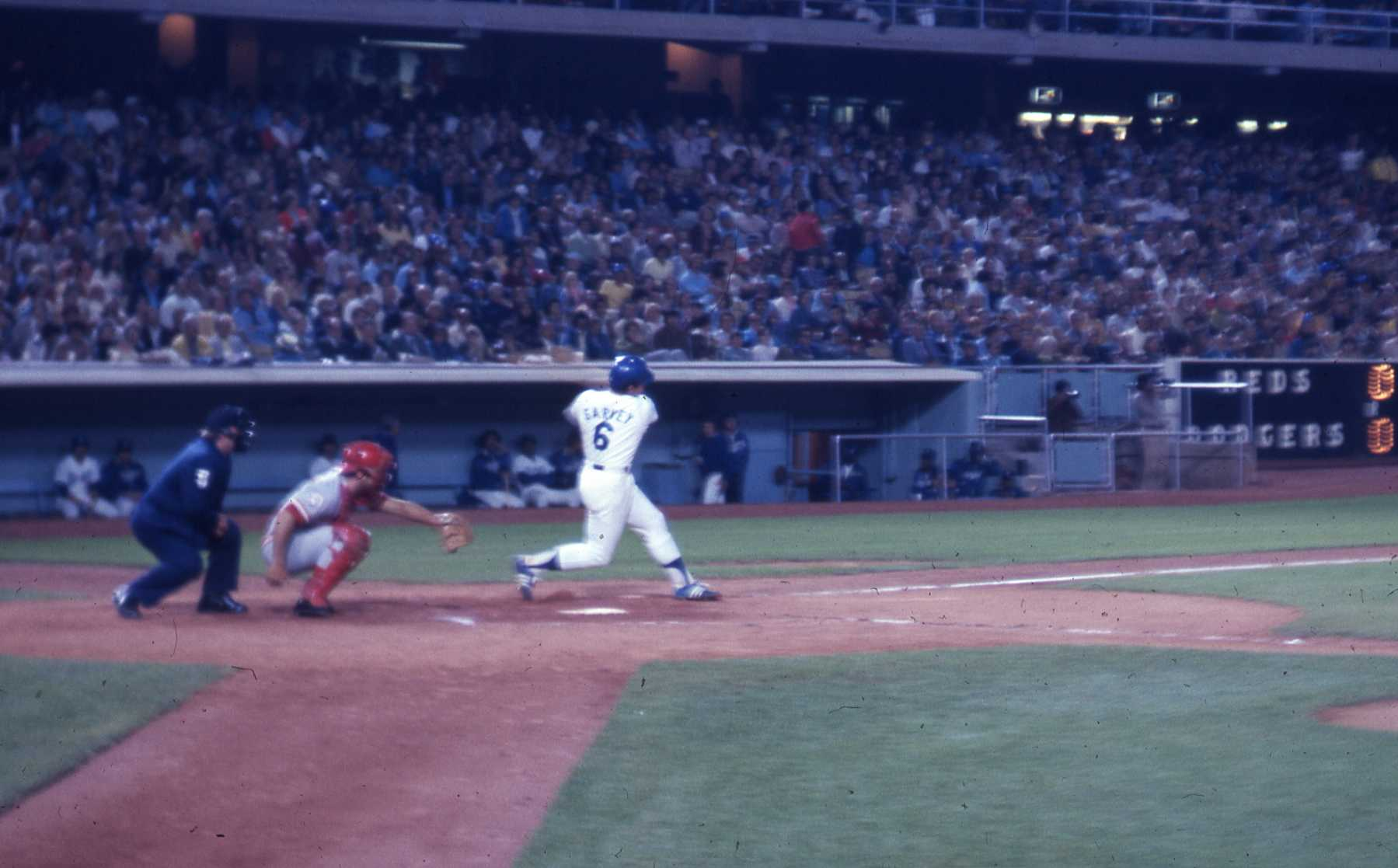
Steve Garvey au bâton pour les Dodgers.

Steve Garvey a joué 2 332 parties dans les Ligues majeures, soit 1 727 avec les Dodgers et 605 avec les Padres. Il totalise 2 599 coups sûrs en carrière, dont 440 doubles, 43 triples et 272 circuits. Il a produit 1 308 points et en a marqué 1 143. Sa moyenne au bâton à vie s'élève à ,294.
En séries éliminatoires, il a maintenu une moyenne au bâton de ,338 en 55 parties, avec 75 coups sûrs, 11 circuits, 31 points produits et 32 points marqués. Sa moyenne en 22 parties de Série de championnat est de ,356 avec 38 coups sûrs, 8 circuits, 15 points marqués et 21 points produits. En cinq Séries mondiales et 28 parties, il a frappé pour ,319 avec 36 coups sûrs, un circuit, 13 points marqués et six points produits.
Ses plus importantes distinctions sont :
- Joueur par excellence de la saison 1974 dans la Ligue nationale.
- Joueur par excellence de la Série de championnat en 1978 et 1984.
- Premier joueur de l'histoire élu à deux reprises joueur par excellence d'une Série de championnat et premier à recevoir le titre avec deux équipes différentes.
- Gagnant de la Série mondiale 1981 avec les Dodgers de Los Angeles.
- A fait partie de quatre équipes championnes de la Ligue nationale (les Dodgers en 1974, 1978 et 1981; les Padres en 1984).
- Dix sélections, dont huit consécutives, au match des étoiles du baseball majeur (1974-1981, 1984-1985).
- Élu joueur par excellence du match des étoiles en 1974 et 1978. Il est l'un des quatre joueurs de l'histoire à avoir reçu deux fois cette distinction.
- Gagnant de quatre Gants dorés comme meilleur premier but défensif de la Ligue nationale (1974-1977).
- Meneur de la Ligue nationale pour les coups sûrs en 1978 avec 202 et en 1980 avec 200.
- Quatre saisons d'au moins 200 coups sûrs.
- Cinq saisons d'au moins 100 points produits.
- Meneur de la Ligue nationale pour les ballons-sacrifice avec 10 en 1984.
- A joué dans 1 207 parties consécutives du 3 septembre 1975 au 29 juillet 1983. Il s'agit de la 4e plus longue séquence du genre dans l'histoire (après la saison 2010) et de l'actuel record pour un joueur de la Ligue nationale.
- Son numéro d'uniforme (6) a été retiré par les Padres de San Diego.

Selon la procédure habituelle pour l'élection d'un joueur à la retraite au Temple de la renommée du baseball, le nom de Steve Garvey est apparu sur les bulletins de vote remis aux membres de l'Association des chroniqueurs de baseball d'Amérique cinq années après sa dernière saison dans les majeures. Il est apparu sur la liste durant le maximum de 15 ans, soit de 1993 à 2007, sans jamais voir sa candidature choisie par le minimum requis de 75 % des électeurs. En 1995, à sa troisième année d'éligibilité, il fut voté comme membre potentiel du Panthéon par 42,6 % des membres, son plus haut score.